# Мъд
„Мъд“ (на английски: Mud) е американски игрален филм от 2012 година на режисьора Джеф Никълс, с участието на Матю Макконахи и Рийз Уидърспун. През 2012 година е номиниран за Златна палма на кинофестивала в Кан.

## Сюжет
Внимание:  Текстът по-долу разкрива сюжета на произведението (или части от него)!
Две 14-годишни момчета от Де Вит, Арканзас откриват изоставена лодка в клоните на дърво на един от островите по река Арканзас. Там се натъкват и на обитател на лодката - Мъд (Матю Макконахи). По негова молба децата започват да му носят храна, а впоследствие разбират, че Мъд е издирван от полицията за убийство. Той им разказва, че е убил новия приятел на първата си любов - Юнипер (Рийз Уидърспун), защото той я е насилвал. Децата решават да му помгнат да свали лодката от дървото и да избяга с нея заедно с Юнипер, която е в близкия град. В същото време Мъд е издирван и от роднините на мъжа, когото е убил. Те са от криминална фамилия и целта им е да го убият.
В уговорения час за бягство Юнипер не се появява, а излиза на бар където двамата тийнейджъри я виждат да говори с друг мъж. След като научава това Мъд решава най-после да сложи край на тяхната връзка и решава да бяга сам с лодката. По време на бягството се отбива да се сбогува с едно от момчетата – Елис (Тай Шеридан) и попада в засада от близките на неговата жертва, които се опитват да го убият. В последната сцена се вижда, че Мъд е успял да се спаси и пътува с лодката към океана.